# Mate Buljubašić
Mate Buljubašić je hrvatski narodni pjesnik i guslar. Umirovljeni je pukovnik Hrvatske vojske.

## Životopis
Otac mu je bio jedan od najboljih guslara u Zagvozdu, a Mate ga je pozorno slušao. Ljubav prema pjesništvu usadila mu je profesorica hrvatskog č.s. Berhmana Nazor. Prve su mu pjesme objavljene na zidnim novinama u Nadbiskupskom sjemeništu u Splitu i to su mu ujedno bila prva priznanja u poeziji.
U Domovinski rat uključio se je kao dragovoljac. Početkom 1991. otišao je iz Njemačke u Hrvatsku. Ratni put počeo mu je odmah kao pripadnik pričuvnog sastava MUP-a prema odredbi Narodne zaštite. Poduzelu su akcije opsade i blokade raketne baze Žrnovnica i inih vojnih objekata. Poslije osvajanja raketne baze, satnija kojoj je bio dozapovjednik pristupila Četvrtoj brigadi ZNG-a kao Prva samostalna satnija Četvrte gardijske brigade. Bojevali su po raznim bojišnicama te zasluženo dobili najviša odličja i pohvale. 31. svibnja 1992. godine ranjen je na južnom bojištu. Godine 1999. dodijeljen mu je čin pukovnika, a 2004. časno je umirovljen. Zatim je večeri poezije prigodno u vrijeme rođendana hrvatskog generala Ante Gotovine dok je tamnovao u Haagu, u vrijeme kad to nije bilo politički oportuno. Za to je dobio generalovu pohvalu, za koju Buljubašić kaže da mu je najdraža od svih pohvala. Domovinski rat ostao mu je trajno nadahnuće.

### Pjesništvo
Uređuje zbornik pjesama i organizira natječaje domoljubna pjesništva:
- Bojni blaženika na nebesima, koji se od 2014. održava u travnju uz obljetnicu osnivanja Četvrte gardijske brigade
- Na zapovijed generale, zajedno s braniteljskom udrugom "Sirobuja".
- Rasplamsaj oluje u pjesmi i srcu
- Večer domoljubne poezije u prigodi Tjedna sjećanja na Vukovar i Škabrnju.

### Guslar
Buljubašić je vrsni guslar. Dobivao je nagrade i pohvale na Ganga festu Slivno, za Dan općine Dicmo i drugdje.

### Članstva
Predsjednik je Glavnog stana Udruge hrvatskih veterana domovinske vojske 1941. – 1995. Udrugu Hrvatske domobranske vojske preuzeo je 2016. godine. Organiziraju odlazak na vrh Marjana in memoriam Frani Tenti i mladićima koji su 1947.g. izvjesili hrvatsku zastavu. Član je Hrvatske udruge Benedikt i Društva hrvatskih književnika Herceg Bosne.
Sudionik je Večeri domoljubnog pjesništva u Podstrani Mate Buljubašić i prijatelji, Večeri Domoljubne Poezije u Zemunika Dvorima, u starom selu Zeljovićima. Na prvom izdanju sudjelovao je Buljubašić s nekoliko prijatelja, te su domaćini to nazvali  Mate Buljubašić i prijatelji. Za sljedeće izdanje Buljubašić je objavio natječaj, priredio zbornik i večer domoljubne poezije i nazvao je Rasplamsaj oluje u pjesmi i srcu.

## Djela
- Oltar domovine, 2005.
- O vi slavuji, 2007.
- Hrvatski kameni ratnici, 2013.

Pjesma 'Kameni ratnici', po kojoj se zove ta zbirka, nastala je u spomen na njegove vojnike, koji se jedne zore, nisu vratili s zadatka. Pisano je da se barem pjesmom ne dade, da se zaborave oni koji su svojim životima izvojevali Dan koji Hrvatska slavi. Cijela zbirka posvećena je "poginulim suborcima, pripadnicima 1. samostalne satnije IV. brigade HV-a i svim blagopokojnim braniteljima Domovinsko obrambenog rata, Ocu Domovine Franji Tuđmanu i svim braniteljima kroz povijest, svim uznicima, mučenicima, paćenicima, zagovornicima i zavjetnim žrtvama hrvatske slobode." 
Pjesme su mu zastupljene u antologiji Naša velečasna maslina prireditelja Mladena Vukovića, objavljene 2006. godine i u zborniku s pjesničkog susreta u Rešetarima Uz rub vremena od 2008. godine, u izboru Stjepana Blažetina, Ivana Slišurića, Đure Vidmarovića, urednika Ivana de Ville, te u zbornicima Večeri domoljubne poezije s Dugoratskog ljeta.

## Nagrade i priznanja
Priznanja koja je primio su:
- Red Nikole Šubića Zrinskog
- Red hrvatskog trolista
- Spomenica Domovinskoga rata